# Museo Lara
El Museo Lara es un museo de arte y antigüedades situado en la localidad de Ronda, en la provincia de Málaga, España. Tiene su sede en la antigua Casa-palacio de los Condes de la Conquista de las Islas Batanes, en el casco antiguo de la ciudad. Contiene una colección de más de 2000 obras y piezas organizadas en siete salas temáticas: sala de armas, sala de relojes, coleccionismo, sala romántica, sala científica, artes populares y sala arqueológica.

## Características

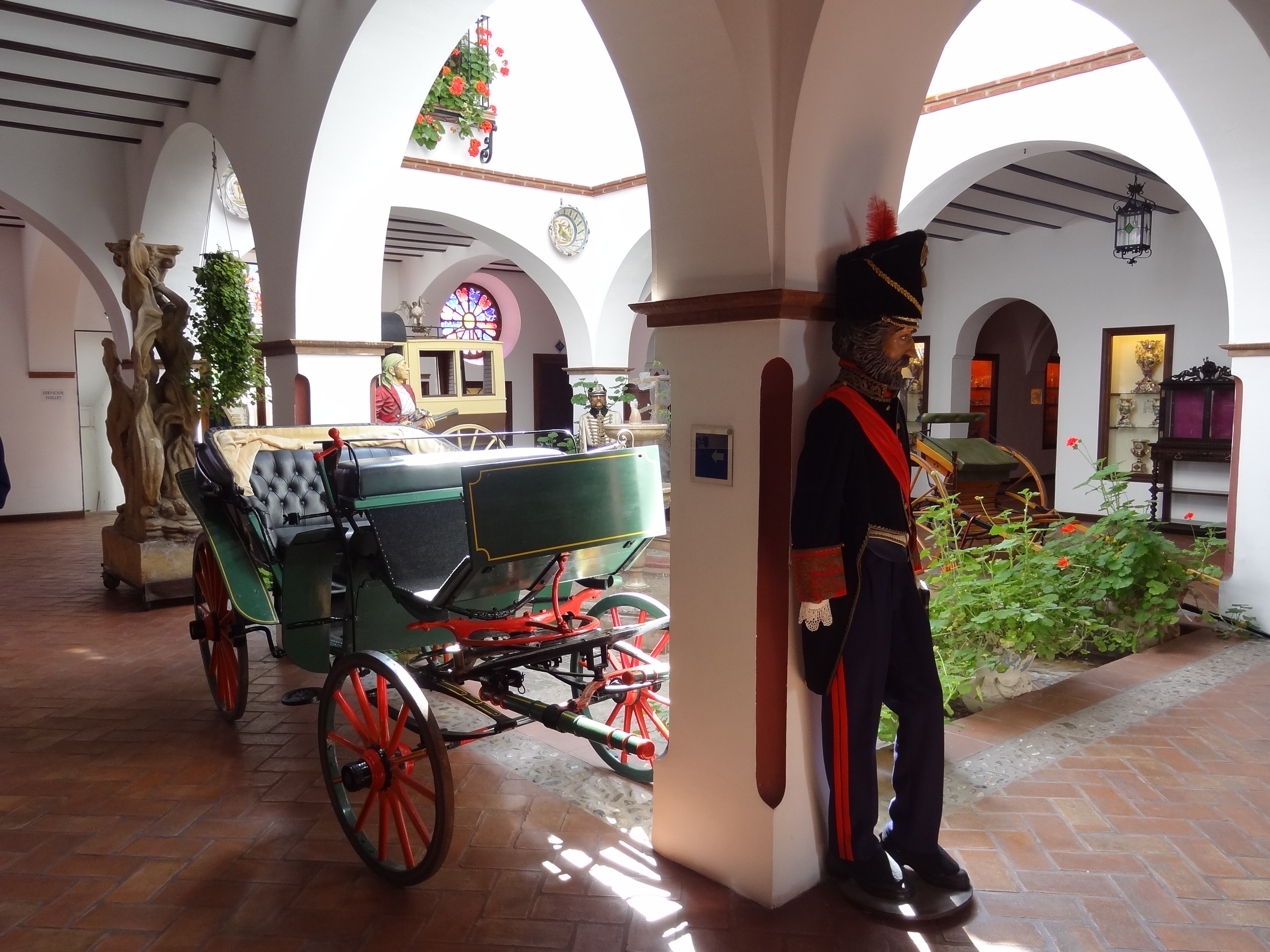
Patio

Se trata del primer museo de carácter privado de Andalucía. Destacan los objetos relacionados con la Santa Inquisición y la brujería.